# Élections municipales de 1983 dans la Manche
Les élections municipales dans la Manche ont eu lieu les 6 et 13 mars 1983.
Jusqu'alors élus au scrutin majoritaire plurinominal et au suffrage universel direct, les conseils municipaux des communes de plus de 3 500 habitants voient l'introduction de la prime majoritaire après la modification des articles L260 à L262 du Code électoral le 20 novembre 1982.

## Maires sortants et maires élus
Marqué par une relative stabilité, ce scrutin voit cependant la défaite de la gauche à Granville et Saint-Lô. Pire, elle conserve Cherbourg d'extrême justesse, la liste conduite par le socialiste Jean-Pierre Godefroy remportant le scrutin au second tour avec seulement 43 voix d'avance sur le candidat UDF Jean Vaur.
| Commune                    | Population | Maire sortant        | Parti | Parti  | Maire élu            | Parti | Parti  |
| -------------------------- | ---------- | -------------------- | ----- | ------ | -------------------- | ----- | ------ |
| Agneaux                    | 3 716      | Edmond Piédagnel     |       | RPR    | Edmond Piédagnel     |       | RPR    |
| Avranches                  | 9 468      | Léon Jozeau-Marigné  |       | UDF-PR | Fernand Le Prieur    |       | DVD    |
| Bricquebec                 | 3 724      | Paul Philippe        |       | DVD    | Paul Philippe        |       | DVD    |
| Carentan                   | 6 589      | Jean-François Landry |       | DVD    | Jean-François Landry |       | DVD    |
| Cherbourg                  | 28 442     | Jean-Pierre Godefroy |       | PS     | Jean-Pierre Godefroy |       | PS     |
| Coutances                  | 9 930      | Georges Leclerc      |       | DVD    | Georges Leclerc      |       | DVD    |
| Équeurdreville-Hainneville | 13 332     | Jean Lerouvreur      |       | PS     | Jean Lerouvreur      |       | PS     |
| La Glacerie                | 5 811      | Guy Letouzé          |       | DVD    | Guy Letouzé          |       | DVD    |
| Granville                  | 13 546     | Rémy Derubay         |       | PS     | Henri Baudouin       |       | UDF-PR |
| Octeville                  | 18 551     | Georges Jourdam      |       | PS     | Gabriel Soria        |       | PS     |
| Pontorson                  | 5 366      | Louis Bois           |       | DVD    | Michel Judas         |       | DVD    |
| Querqueville               | 3 759      | Pierre Fernagu       |       | DVG    | Pierre Fernagu       |       | DVG    |
| Saint-Hilaire-du-Harcouët  | 4 849      | Paul Guinebault      |       | UDF-PR | Michel Ganné         |       | UDF    |
| Saint-Lô                   | 23 212     | Bernard Dupuis       |       | PS     | Jean Patounas        |       | UDF-PR |
| Sourdeval                  | 3 576      | Raoul Hamon          |       | DVD    | Raoul Hamon          |       | DVD    |
| Tourlaville                | 15 590     | Georges Fatôme       |       | PS     | Georges Fatôme       |       | PS     |
| Valognes                   | 6 727      | Pierre Godefroy      |       | RPR    | Anne Heinis          |       | UDF-PR |
| Villedieu-les-Poêles       | 4 690      | Jean-Louis Bougourd  |       | DVD    | Jean-Louis Bougourd  |       | DVD    |

### Résultats en nombre de maires
| Partis       | Partis                             | Maires sortants | Maires élus | Évolution     |
| ------------ | ---------------------------------- | --------------- | ----------- | ------------- |
|              | Divers droite                      | 7               | 8           | 1             |
|              | Rassemblement pour la République   | 2               | 1           | 1             |
| Total droite | Total droite                       | 9               | 9           | en stagnation |
|              | Parti socialiste                   | 6               | 4           | 2             |
|              | Divers gauche                      | 1               | 1           | en stagnation |
| Total gauche | Total gauche                       | 7               | 5           | 2             |
|              | Parti républicain                  | 2               | 3           | 1             |
|              | Union pour la démocratie française | 0               | 1           | 1             |
| Total centre | Total centre                       | 2               | 4           | 2             |
| Total        | Total                              | 18              | 18          | -             |

## Résultats dans les communes de plus de5 000 habitants

### Avranches
- Maire sortant : Léon Jozeau-Marigné (UDF-PR), ne se représente pas
- 29 sièges à pourvoir au conseil municipal (population légale 1982 : 9 468 habitants)

|                                                                       | Fernand Le Prieur | DVD-RPR-UDF (Un. opp.) | 2 930 | 65,78  | 24 |  |  |  |
| Liste d'union municipale pour la défense des intérêts avranchinais    |                   |                        | 2 930 | 65,78  | 24 |  |  |  |
|                                                                       | Armand Roquet     | PS (Un. g.)            | 1 524 | 34,21  | 5  |  |  |  |
| Liste d'union de la gauche et de soutien à la majorité présidentielle |                   |                        | 1 524 | 34,21  | 5  |  |  |  |
|                                                                       |                   |                        |       |        |    |  |  |  |
| Inscrits                                                              | Inscrits          | Inscrits               | 6 513 | 100,00 |    |  |  |  |
| Abstentions                                                           | Abstentions       | Abstentions            | 1 748 | 26,84  |    |  |  |  |
| Votants                                                               | Votants           | Votants                | 4 765 | 73,16  |    |  |  |  |
| Nuls                                                                  | Nuls              | Nuls                   | 311   | 4,77   |    |  |  |  |
| Exprimés                                                              | Exprimés          | Exprimés               | 4 454 | 68,38  |    |  |  |  |

- Conseil municipal élu : 5 PS, 1 UDF, 1 RPR, 22 DVD.
- Maire élu : Fernand Le Prieur (DVD)

### Carentan
- Maire sortant : Jean-François Landry (DVD)
- 29 sièges à pourvoir au conseil municipal (population légale 1982 : 6 589 habitants)

| Tête de liste                                                   | Tête de liste          | Liste       | Premier tour | Premier tour | Second tour | Second tour | Sièges | Sièges |
| Tête de liste                                                   | Tête de liste          | Liste       | Voix         | %            | Voix        | %           | CM     |        |
| --------------------------------------------------------------- | ---------------------- | ----------- | ------------ | ------------ | ----------- | ----------- | ------ | ------ |
|                                                                 | Jean-François Landry * | DVD         | 1 498        | 47,56        | 1 634       | 51,63       | 23     |        |
| Liste d'entente pour le progrès et l'épanouissement de Carentan |                        |             | 1 498        | 47,56        | 1 634       | 51,63       | 23     |        |
|                                                                 | André Gillot           | UDF         | 883          | 28,03        | 796         | 25,15       | 3      |        |
| Liste d'union nouvelle pour la relance de Carentan              |                        |             | 883          | 28,03        | 796         | 25,15       | 3      |        |
|                                                                 | Alain Delauney         | PS          | 769          | 24,41        | 735         | 23,22       | 3      |        |
| Liste Majorité présidentielle                                   |                        |             | 769          | 24,41        | 735         | 23,22       | 3      |        |
|                                                                 |                        |             |              |              |             |             |        |        |
| Inscrits                                                        | Inscrits               | Inscrits    | 4 371        | 100,00       | 4 371       | 100,00      |        |        |
| Abstentions                                                     | Abstentions            | Abstentions | 1 110        | 25,39        | 1 156       | 26,45       |        |        |
| Votants                                                         | Votants                | Votants     | 3 261        | 74,60        | 3 215       | 73,55       |        |        |
| Nuls                                                            | Nuls                   | Nuls        | 111          | 2,54         | 50          | 1,14        |        |        |
| Exprimés                                                        | Exprimés               | Exprimés    | 3 150        | 72,06        | 3 165       | 72,41       |        |        |
| * Liste du maire sortant                                        |                        |             |              |              |             |             |        |        |

- Maire élu : Jean-François Landry (DVD)

### Cherbourg
- Maire sortant : Jean-Pierre Godefroy (PS)
- 35 sièges à pourvoir au conseil municipal (population légale 1982 : 28 442 habitants)

| Tête de liste              | Tête de liste          | Liste                   | Premier tour | Premier tour | Second tour | Second tour | Sièges | Sièges |
| Tête de liste              | Tête de liste          | Liste                   | Voix         | %            | Voix        | %           | CM     |        |
| -------------------------- | ---------------------- | ----------------------- | ------------ | ------------ | ----------- | ----------- | ------ | ------ |
|                            | Jean Vaur              | UDF-RPR-DVD (Un. opp.)  | 5 588        | 46,60        | 6 080       | 46,86       | 8      |        |
| Liste d'union républicaine |                        |                         | 5 588        | 46,60        | 6 080       | 46,86       | 8      |        |
|                            | Jean-Pierre Godefroy * | PS-PCF-MRG-DVG (Un. g.) | 5 197        | 43,34        | 6 123       | 47,19       | 26     |        |
| Liste d'union de la gauche |                        |                         | 5 197        | 43,34        | 6 123       | 47,19       | 26     |        |
|                            | Dominique Gavory       | Verts                   | 1 204        | 10,04        | 770         | 5,93        | 1      |        |
| Cherbourg Écologie         |                        |                         | 1 204        | 10,04        | 770         | 5,93        | 1      |        |
|                            |                        |                         |              |              |             |             |        |        |
| Inscrits                   | Inscrits               | Inscrits                | 17 963       | 100,00       | 17 963      | 100,00      |        |        |
| Abstentions                | Abstentions            | Abstentions             | 5 802        | 32,29        | 4 900       | 27,28       |        |        |
| Votants                    | Votants                | Votants                 | 12 161       | 67,71        | 13 063      | 72,72       |        |        |
| Nuls                       | Nuls                   | Nuls                    | 172          | 0,96         | 90          | 0,50        |        |        |
| Exprimés                   | Exprimés               | Exprimés                | 11 989       | 66,74        | 12 973      | 72,22       |        |        |
| * Liste du maire sortant   |                        |                         |              |              |             |             |        |        |

- Conseil municipal élu : 7 PCF, 15 PS, 1 MRG, 3 DVG, 1 UDF-CDS, 3 UDF-PR, 4 RPR, 1 Écol.
- Maire élu : Jean-Pierre Godefroy (PS)

### Coutances
- Maire sortant : Georges Leclerc (DVD)
- 29 sièges à pourvoir au conseil municipal (population légale 1982 : 9 930 habitants)

|                                        | Georges Leclerc * | DVD-UDF-RPR (Un. opp.) | 2 303 | 50,91  | 22 |  |  |  |
| Action pour Coutances                  |                   |                        | 2 303 | 50,91  | 22 |  |  |  |
|                                        | Roger Lavieille   | PS-PCF (Un. g.)        | 1 573 | 34,77  | 5  |  |  |  |
| Action pour la majorité présidentielle |                   |                        | 1 573 | 34,77  | 5  |  |  |  |
|                                        | Francis Laplanche | DVD (RPR diss.)        | 647   | 14,30  | 2  |  |  |  |
| Union pour Coutances                   |                   |                        | 647   | 14,30  | 2  |  |  |  |
|                                        |                   |                        |       |        |    |  |  |  |
| Inscrits                               | Inscrits          | Inscrits               | 6 232 | 100,00 |    |  |  |  |
| Abstentions                            | Abstentions       | Abstentions            | 1 526 | 24,48  |    |  |  |  |
| Votants                                | Votants           | Votants                | 4 706 | 75,52  |    |  |  |  |
| Nuls                                   | Nuls              | Nuls                   | 183   | 2,93   |    |  |  |  |
| Exprimés                               | Exprimés          | Exprimés               | 4 523 | 72,58  |    |  |  |  |
| * Liste du maire sortant               |                   |                        |       |        |    |  |  |  |

- Conseil municipal élu : 1 PCF, 4 PS, 2 UDF-PR, 1 UDF-CDS, 2 RPR, 2 RPR diss., 17 DVD.
- Maire élu : Georges Leclerc (DVD)

### Équeurdreville-Hainneville
- Maire sortant : Jean Lerouvreur (PS)
- 33 sièges à pourvoir au conseil municipal (population légale 1982 : 13 332 habitants)

| Tête de liste                   | Tête de liste     | Liste              | Premier tour | Premier tour | Second tour | Second tour | Sièges | Sièges |
| Tête de liste                   | Tête de liste     | Liste              | Voix         | %            | Voix        | %           | CM     |        |
| ------------------------------- | ----------------- | ------------------ | ------------ | ------------ | ----------- | ----------- | ------ | ------ |
|                                 | Jean Lerouvreur * | PS-PCF (Un. g.)    | 3 496        | 48,70        | 3 716       | 51,01       | 26     |        |
| Liste d'union de la gauche      |                   |                    | 3 496        | 48,70        | 3 716       | 51,01       | 26     |        |
|                                 | Jean Tissot       | RPR-DVD (Un. opp.) | 2 401        | 33,44        | 2 389       | 32,79       | 5      |        |
| Liste d'opposition républicaine |                   |                    | 2 401        | 33,44        | 2 389       | 32,79       | 5      |        |
|                                 | Daniel Bosquet    | Verts              | 1 281        | 17,84        | 1 179       | 16,18       | 2      |        |
| Mouvement écologiste            |                   |                    | 1 281        | 17,84        | 1 179       | 16,18       | 2      |        |
|                                 |                   |                    |              |              |             |             |        |        |
| Inscrits                        | Inscrits          | Inscrits           | 9 661        | 100,00       | 9 662       | 100,00      |        |        |
| Abstentions                     | Abstentions       | Abstentions        | 2 334        | 24,16        | 2 293       | 23,73       |        |        |
| Votants                         | Votants           | Votants            | 7 327        | 75,84        | 7 369       | 76,27       |        |        |
| Nuls                            | Nuls              | Nuls               | 149          | 1,54         | 85          | 0,88        |        |        |
| Exprimés                        | Exprimés          | Exprimés           | 7 178        | 74,30        | 7 284       | 75,39       |        |        |
| * Liste du maire sortant        |                   |                    |              |              |             |             |        |        |

- Conseil municipal élu : 6 PCF, 20 PS, 2 RPR, 3 RPR app., 2 Écol.
- Maire élu : Jean Lerouvreur (PS)

### La Glacerie
- Maire sortant : Guy Letouzé (DVD)
- 29 sièges à pourvoir au conseil municipal (population légale 1982 : 5 811 habitants)

### Granville
- Maire sortant : Rémy Derubay (PS)
- 33 sièges à pourvoir au conseil municipal (population légale 1982 : 13 546 habitants)

|                                             | Henri Baudouin | UDF-RPR-DVD (Un. opp.) | 3 807 | 55,51  | 26 |  |  |  |
| Liste d'union républicaine                  |                |                        | 3 807 | 55,51  | 26 |  |  |  |
|                                             | Rémy Derubay * | PS-PCF-DVG (Un. g.)    | 2 566 | 37,42  | 6  |  |  |  |
| Granville Majorité                          |                |                        | 2 566 | 37,42  | 6  |  |  |  |
|                                             | Mme Victoire   | DVG                    | 484   | 7,05   | 1  |  |  |  |
| Le reflet des travailleurs et syndicalistes |                |                        | 484   | 7,05   | 1  |  |  |  |
|                                             |                |                        |       |        |    |  |  |  |
| Inscrits                                    | Inscrits       | Inscrits               | 9 718 | 100,00 |    |  |  |  |
| Abstentions                                 | Abstentions    | Abstentions            | 2 638 | 27,14  |    |  |  |  |
| Votants                                     | Votants        | Votants                | 7 080 | 72,85  |    |  |  |  |
| Nuls                                        | Nuls           | Nuls                   | 223   | 2,29   |    |  |  |  |
| Exprimés                                    | Exprimés       | Exprimés               | 6 857 | 70,56  |    |  |  |  |
| * Liste du maire sortant                    |                |                        |       |        |    |  |  |  |

- Conseil municipal élu : 1 PCF, 4 PS, 2 DVG, 10 UDF, 9 RPR, 7 DVD.
- Maire élu : Henri Baudouin (UDF-PR)

### Octeville
- Maire sortant : Georges Jourdam (PS), ne se représente pas
- 33 sièges à pourvoir au conseil municipal (population légale 1982 : 18 551 habitants)

| Tête de liste                                       | Tête de liste         | Liste                  | Premier tour | Premier tour | Second tour | Second tour | Sièges | Sièges |
| Tête de liste                                       | Tête de liste         | Liste                  | Voix         | %            | Voix        | %           | CM     |        |
| --------------------------------------------------- | --------------------- | ---------------------- | ------------ | ------------ | ----------- | ----------- | ------ | ------ |
|                                                     | Gabriel Soria         | PS-PCF (Un. g.)        | 2 918        | 46,49        | 3 241       | 48,77       | 25     |        |
| Liste d'union de la gauche                          |                       |                        | 2 918        | 46,49        | 3 241       | 48,77       | 25     |        |
|                                                     | Joël Gauthier         | UDF-RPR-DVD (Un. opp.) | 2 445        | 38,96        | 2 575       | 38,75       | 6      |        |
| Pour l'unité et le renouveau économique d'Octeville |                       |                        | 2 445        | 38,96        | 2 575       | 38,75       | 6      |        |
|                                                     | Jean-Claude Megalhaes | Écol.                  | 913          | 14,55        | 830         | 12,48       | 2      |        |
| Écologie et responsabilité                          |                       |                        | 913          | 14,55        | 830         | 12,48       | 2      |        |
|                                                     |                       |                        |              |              |             |             |        |        |
| Inscrits                                            | Inscrits              | Inscrits               | 10 130       | 100,00       | 10 130      | 100,00      |        |        |
| Abstentions                                         | Abstentions           | Abstentions            | 3 709        | 36,61        | 3 405       | 33,61       |        |        |
| Votants                                             | Votants               | Votants                | 6 421        | 63,38        | 6 725       | 66,39       |        |        |
| Nuls                                                | Nuls                  | Nuls                   | 145          | 1,43         | 79          | 0,78        |        |        |
| Exprimés                                            | Exprimés              | Exprimés               | 6 276        | 61,95        | 6 646       | 65,60       |        |        |

- Conseil municipal élu : 6 PCF, 19 PS, 2 UDF, 2 RPR, 2 DVD, 2 Écol.
- Maire élu : Gabriel Soria (PS)

### Pontorson
- Maire sortant : Louis Bois (DVD)
- 29 sièges à pourvoir (dont 15 pour la section de Pontorson) au conseil municipal (population légale 1982 : 5 366 habitants)

| Tête de liste                    | Tête de liste  | Liste               | Premier tour | Premier tour | Second tour | Second tour | Sièges | Sièges |
| Tête de liste                    | Tête de liste  | Liste               | Voix         | %            | Voix        | %           | CM     |        |
| -------------------------------- | -------------- | ------------------- | ------------ | ------------ | ----------- | ----------- | ------ | ------ |
|                                  | Michel Judas   | DVD                 | 633          | 39,79        | 691         | 42,13       | 11     |        |
| Pontorson renouveau              |                |                     | 633          | 39,79        | 691         | 42,13       | 11     |        |
|                                  | Louis Bois *   | DVD                 | 557          | 35,01        | 545         | 33,23       | 2      |        |
| Liste d'union et d'intérêt local |                |                     | 557          | 35,01        | 545         | 33,23       | 2      |        |
|                                  | Michel Verdier | PS-PCF-DVG (Un. g.) | 401          | 25,20        | 404         | 24,63       | 2      |        |
| Liste d'union de la gauche       |                |                     | 401          | 25,20        | 404         | 24,63       | 2      |        |
|                                  |                |                     |              |              |             |             |        |        |
| Inscrits                         | Inscrits       | Inscrits            | 2 019        | 100,00       | 2 018       | 100,00      |        |        |
| Abstentions                      | Abstentions    | Abstentions         | 360          | 17,83        | 356         | 17,64       |        |        |
| Votants                          | Votants        | Votants             | 1 659        | 82,17        | 1 662       | 82,36       |        |        |
| Nuls                             | Nuls           | Nuls                | 68           | 3,37         | 22          | 1,09        |        |        |
| Exprimés                         | Exprimés       | Exprimés            | 1 591        | 78,80        | 1 640       | 81,27       |        |        |
| * Liste du maire sortant         |                |                     |              |              |             |             |        |        |

- Maire élu : Michel Judas (DVD)

### Saint-Lô
- Maire sortant : Bernard Dupuis (PS)
- 35 sièges à pourvoir au conseil municipal (population légale 1982 : 23 212 habitants)

|                                  | Jean Patounas    | UDF-RPR-DVD (Un. opp.)  | 5 599  | 51,49  | 27 |  |  |  |
| Union républicaine pour Saint-Lô |                  |                         | 5 599  | 51,49  | 27 |  |  |  |
|                                  | Bernard Dupuis * | PS-PCF-PSU-DVG (Un. g.) | 5 276  | 48,51  | 8  |  |  |  |
| Saint-Lô Majorité                |                  |                         | 5 276  | 48,51  | 8  |  |  |  |
|                                  |                  |                         |        |        |    |  |  |  |
| Inscrits                         | Inscrits         | Inscrits                | 14 336 | 100,00 |    |  |  |  |
| Abstentions                      | Abstentions      | Abstentions             | 3 139  | 21,89  |    |  |  |  |
| Votants                          | Votants          | Votants                 | 11 197 | 78,10  |    |  |  |  |
| Nuls                             | Nuls             | Nuls                    | 322    | 2,24   |    |  |  |  |
| Exprimés                         | Exprimés         | Exprimés                | 10 875 | 75,86  |    |  |  |  |
| * Liste du maire sortant         |                  |                         |        |        |    |  |  |  |

- Conseil municipal élu : 1 EXG, 1 PCF, 5 PS, 1 DVG, 3 UDF-CDS, 3 UDF-PR, 6 RPR, 15 DVD.
- Maire élu : Jean Patounas (UDF-PR)

### Tourlaville
- Maire sortant : Georges Fatôme (PS)
- 33 sièges à pourvoir au conseil municipal (population légale 1982 : 15 590 habitants)

|                                                     | Georges Fatôme * | PS-PCF (Un. g.)        | 3 656 | 52,99  | 26 |  |  |  |
| Liste d'union de la gauche                          |                  |                        | 3 656 | 52,99  | 26 |  |  |  |
|                                                     | Julien Le Tollec | RPR-UDF-DVD (Un. opp.) | 2 195 | 31,81  | 5  |  |  |  |
| Union républicaine pour le renouveau de Tourlaville |                  |                        | 2 195 | 31,81  | 5  |  |  |  |
|                                                     | Rémy Gibert      | Écol.                  | 1 049 | 15,20  | 2  |  |  |  |
| Tourlaville Écologie                                |                  |                        | 1 049 | 15,20  | 2  |  |  |  |
|                                                     |                  |                        |       |        |    |  |  |  |
| Inscrits                                            | Inscrits         | Inscrits               | 9 525 | 100,00 |    |  |  |  |
| Abstentions                                         | Abstentions      | Abstentions            | 2 479 | 26,02  |    |  |  |  |
| Votants                                             | Votants          | Votants                | 7 046 | 73,97  |    |  |  |  |
| Nuls                                                | Nuls             | Nuls                   | 146   | 1,53   |    |  |  |  |
| Exprimés                                            | Exprimés         | Exprimés               | 6 900 | 72,44  |    |  |  |  |
| * Liste du maire sortant                            |                  |                        |       |        |    |  |  |  |

- Conseil municipal élu : 2 Écol., 5 PCF, 21 PS, 1 UDF, 2 RPR, 2 DVD.
- Maire élu : Georges Fatôme (PS)

### Valognes
- Maire sortant : Pierre Godefroy (RPR)
- 29 sièges à pourvoir au conseil municipal (population légale 1982 : 6 727 habitants)

|                                                          | Pierre Godefroy * | RPR (Un. opp.) | 2 076 | 63,58  | 24 |  |  |  |
| Liste d'union pour l'avenir de Valognes                  |                   |                | 2 076 | 63,58  | 24 |  |  |  |
|                                                          | Marcel Lechanoine | PS (Un. g.)    | 1 189 | 36,42  | 5  |  |  |  |
| Liste d'union de la gauche pour la démocratie à Valognes |                   |                | 1 189 | 36,42  | 5  |  |  |  |
|                                                          |                   |                |       |        |    |  |  |  |
| Inscrits                                                 | Inscrits          | Inscrits       | 4 301 | 100,00 |    |  |  |  |
| Abstentions                                              | Abstentions       | Abstentions    | 922   | 21,44  |    |  |  |  |
| Votants                                                  | Votants           | Votants        | 3 379 | 78,56  |    |  |  |  |
| Nuls                                                     | Nuls              | Nuls           | 114   | 2,65   |    |  |  |  |
| Exprimés                                                 | Exprimés          | Exprimés       | 3 265 | 75,91  |    |  |  |  |
| * Liste du maire sortant                                 |                   |                |       |        |    |  |  |  |

- Maire élue : Anne Heinis (UDF-PR)